# Zilvercarbonaat
Zilvercarbonaat is een anorganische verbinding met als brutoformule Ag2CO3. De stof is zelf gelig, maar monsters ervan zijn doorgaans grijsachtig ten gevolge van de aanwezigheid van metallisch zilver. Zilvercarbonaat is, zoals bijna alle carbonaten van overgangsmetalen, slecht oplosbaar in water.

## Synthese
Zilvercarbonaat kan makkelijk bereid worden door een oplossing van zilvernitraat te mengen met een oplossing van natriumcarbonaat.
{\displaystyle {\ce {2 AgNO3(aq) + Na2CO3(aq) -> Ag2CO3(s) + 2 NaNO3(aq)}}}

## Toepassingen
Zilvercarbonaat wordt in de organische synthese gebruikt als reagens, zoals bij de Koenigs-Knorr-reactie of bij de omzetting van alkylbromiden tot de overeenkomstige alcoholen.